# Anthurium lancifolium
Anthurium lancifolium är en kallaväxtart som beskrevs av Heinrich Wilhelm Schott. Anthurium lancifolium ingår i släktet Anthurium och familjen kallaväxter.

## Underarter
Arten delas in i följande underarter:
- A. l. albifructum
- A. l. lancifolium